# NGC 1884
NGC 1884 is niet bestaand object in het sterrenbeeld Goudvis. Het hemelobject werd op 3 januari 1837 ontdekt door de Britse astronoom John Herschel.